# 水東土司
水東土司是中國西南貴州歷史上的一個土司政權，其統治者姓宋氏。水西土司、水東土司、播州土司、思州土司並稱貴州四大土司。
水東宋氏自唐朝開始統治蠻州。該家族自稱祖籍鎮州（今河北省正定），隋朝時期，隨軍入黔，後成為當地著名土著大姓。建中年間，其祖先宋鼎被唐德宗任命為蠻州（今貴陽市開陽縣）刺史。不過，對於水東宋氏的來源，學界衆說紛紜，有漢族、苗族、布依族等不同說法。
蠻州後被南詔奪去，至北宋開寶八年（975年），真定人宋景陽將烏蠻逐出蠻州。宋朝以其地設置大万谷落总管府，以宋景陽為世襲總管。十四世宋阿重在位期間歸順元朝，元朝以其地設置順元等處軍民安撫司。傳至十六世宋欽，明軍進入貴州，宋欽歸順，被明朝封為貴州宣慰使，同時擔任此官職的還有慕俄勾的酋長。因宋氏居鴨池河以東、慕俄勾居鴨池河以西，遂以「水東」、「水西」分別稱之。
第二十五代水東土司宋承恩與播州土司楊應龍的女兒有婚約。楊應龍起兵叛明時將其俘虜，迫其投降，但被他嚴詞拒絕。因此水東土司在播州之役後被明廷恢復。第二十六代宋萬化跟隨安邦彥叛亂，被明軍逮捕處決。其子宋嗣殷於1623年自行繼任土司并公開反叛，於1630年被擒誅殺，隨後改土歸流，以其地設置開州。

## 歷代水東土司
1. 宋景陽
2. 宋存孝
3. 宋裕
4. 宋其相
5. 宋祥宣
6. 宋錫華
7. 宋萬明
8. 宋基興
9. 宋永高
10. 宋勝
11. 宋聚
12. 宋朝美
13. 宋隆濟
14. 宋阿重
15. 宋居混
16. 宋欽
17. 劉淑貞（攝政）
18. 宋誠
19. 宋斌
20. 宋昂
21. 宋然
22. 宋仁
23. 宋儲
24. 宋鎬
25. 宋德隆
26. 宋夔
27. 宋一清（攝政）
28. 宋德懋
29. 宋德賢
30. 宋承恩
31. 宋真相（攝政）
32. 宋師相（攝政）
33. 宋萬化
34. 宋嗣殷